# Замок Сигуэнса
Замок Сигуэнса, Замок епископов (исп. Castillo de los Obispos de Sigüenza) — замок в муниципалитете Сигуэнса провинции Гвадалахара (Кастилия — Ла-Манча), расположен на высоте около 1000 м над уровнем моря.
Замок построен из белого камня на месте арабской крепости Аль-Андалусских времён, предположительно начала XII века. После освобождения христианами земель Пиренейского полуострова сооружение стало резиденцией епископов Сегонтии (Сигуэнсы) вплоть до 1798 года.
Замок неоднократно страдал в период войн от XIII до XVIII вв. В 1297 году замком овладели сторонники инфантов де ла Серда, также крепость упомянута в летописях кастильских гражданских войн. В 1811 году, в Первую карлистскую войну, а также в гражданскую войну 1930-х гг замок был практически разрушен, но после Второй мировой войны восстановлен по старым чертежам.
После реконструкции 1972 года периметр стен замка в Сигуэнсе составляет около 400 м. Сам замок превращён в парадор — отель в старинном здании.

## Галерея

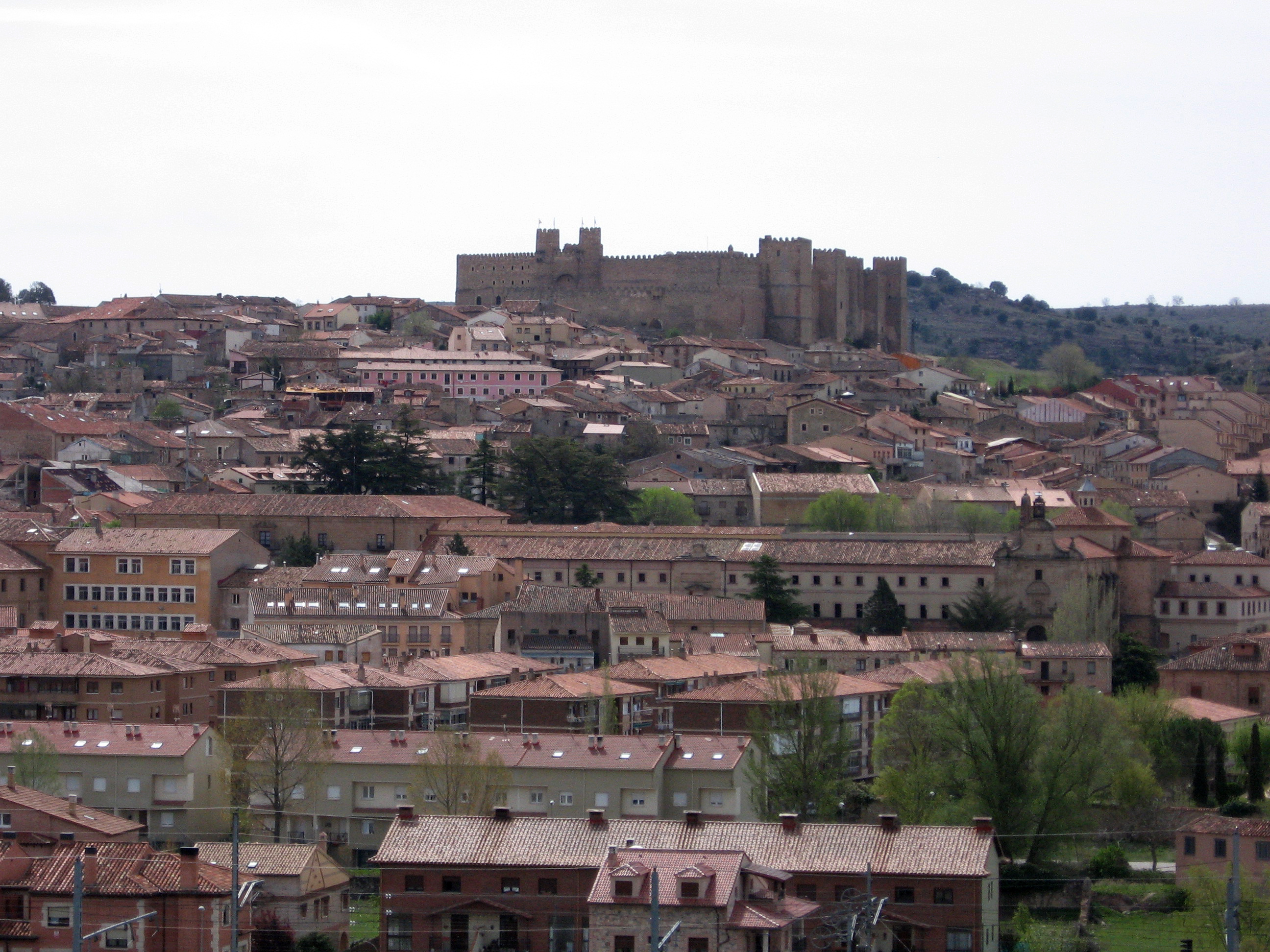
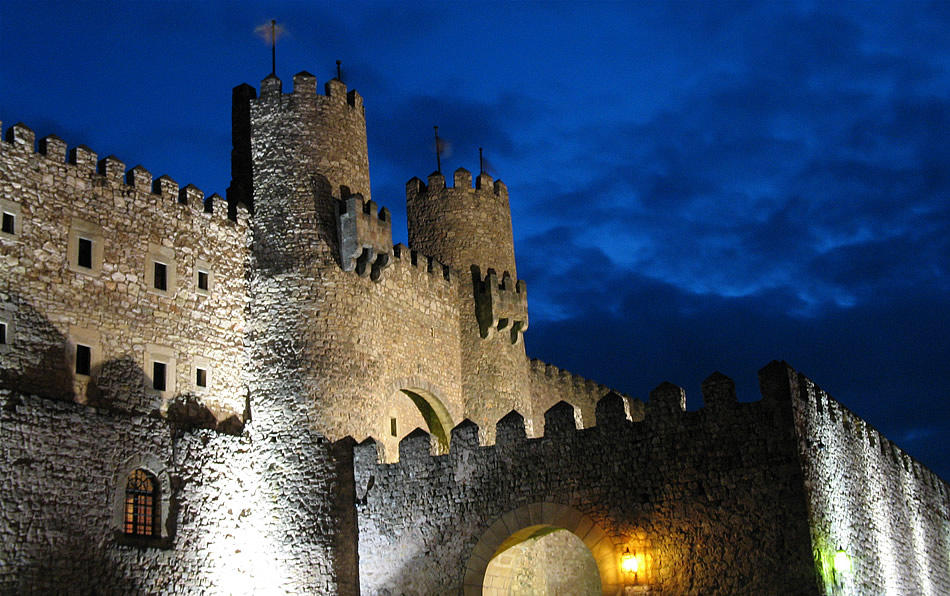
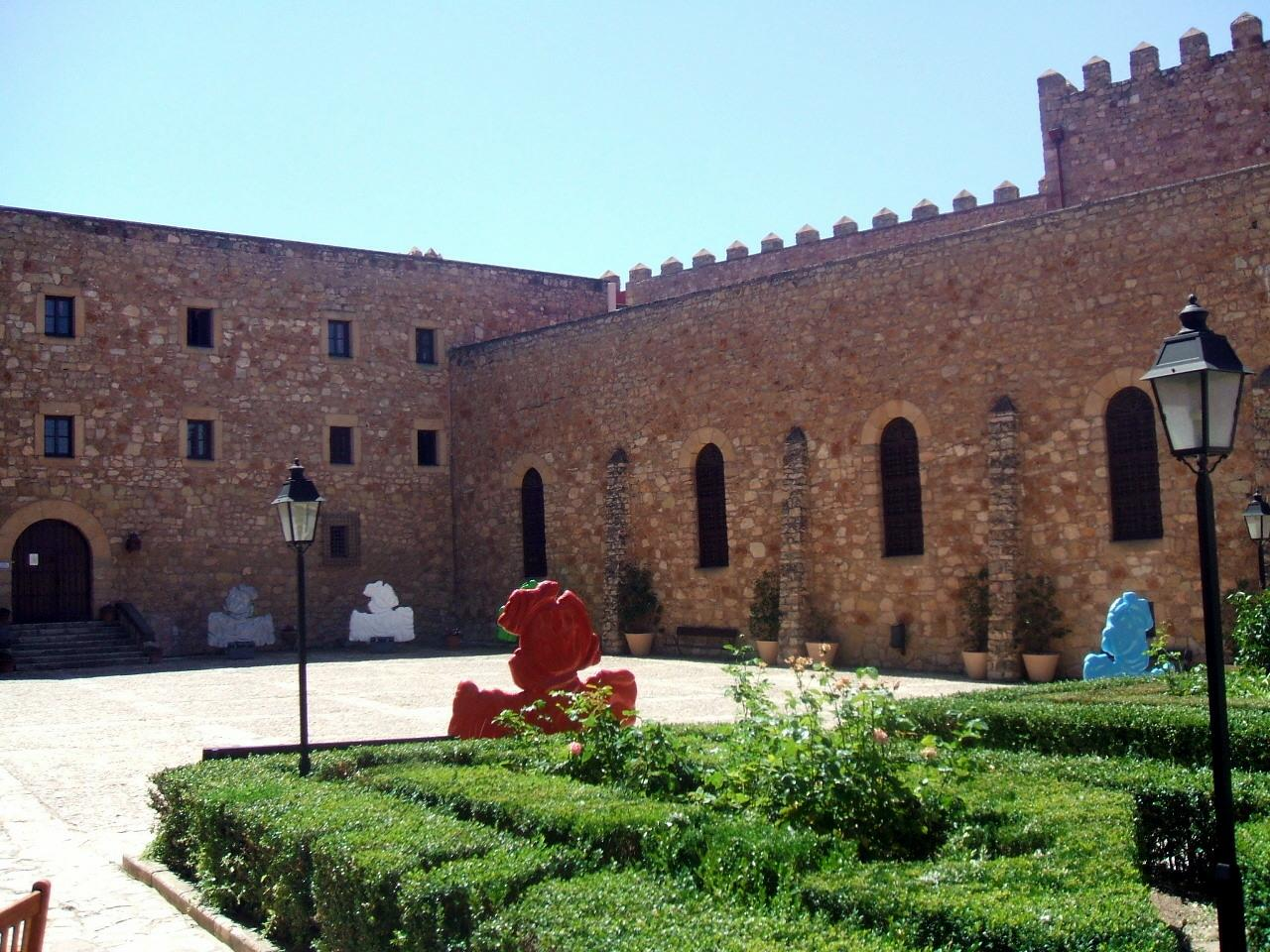
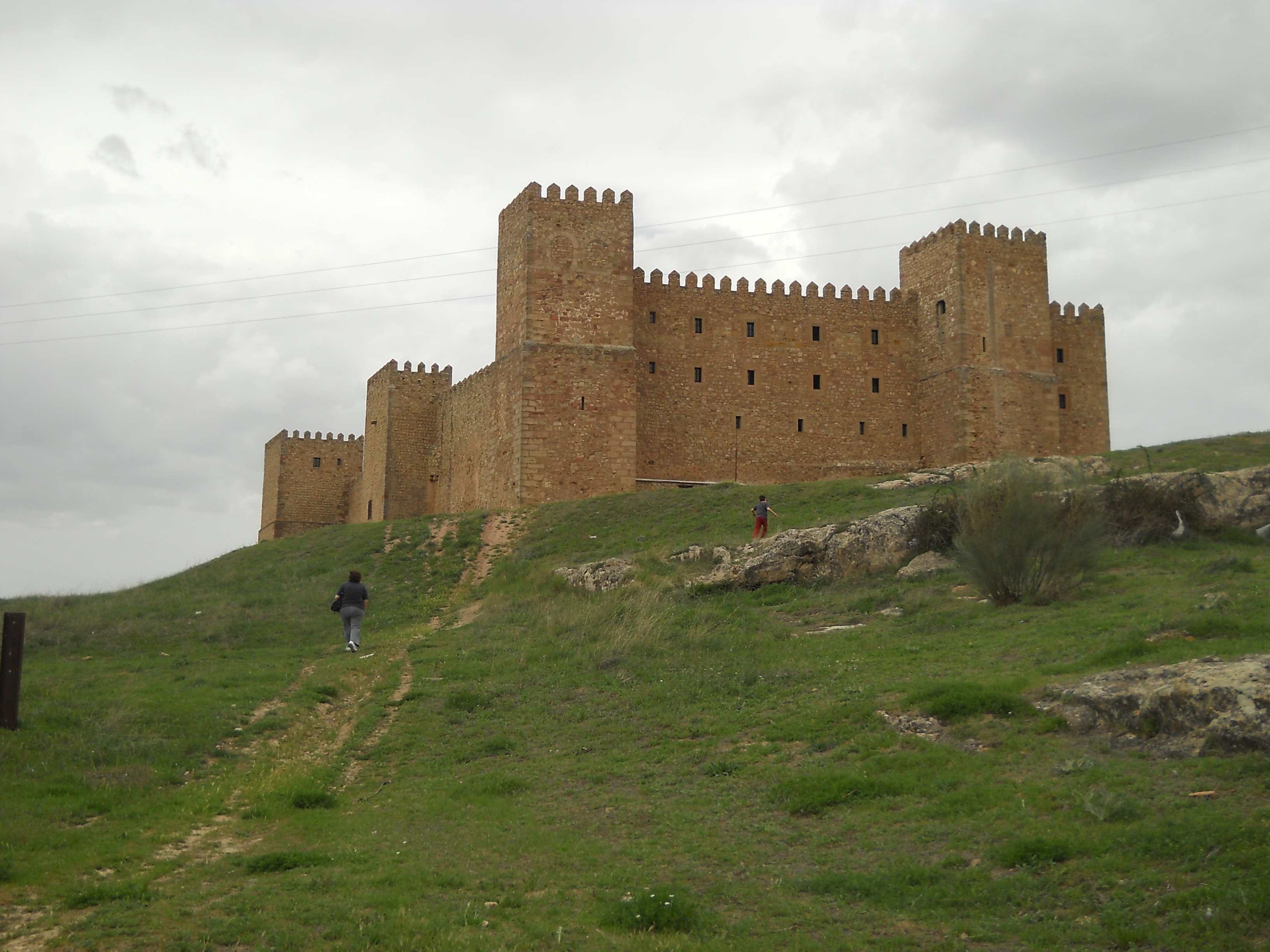